# エダコDX
エダコDX（1986年1月11日 - ）は、日本のラジオプロデューサー、起業家、ビジネス演出家。愛称は、エダコさん。身長 190cm。本名は江田泰高（えだ やすたか）。

## 概要
- 新潟県新潟市の出身で、幼少期をアメリカ合衆国で過ごす。
- 慶應義塾ニューヨーク学院を卒業後に慶應義塾大学経済学部へ進学。大学卒業後、新卒で三菱倉庫入社後、倉庫運営、輸出入、フォワーディング等の実務を経験。その後、外資系コンサルティング会社であるプライスウォーターハウスクーパース株式会社、株式会社ローランド・ベルガーにて、SCM を中心に幅広いプロジェクトに従事。コンサルタントとしての経験を生かし、楽天株式会社にて新規事業立ち上げやクロックス・ジャパン合同会社、日本ヒルティ株式会社にて部門長を歴任。自身の転職経験と部門責任者としての豊富な採用経験を踏まえて、経営コンサルティング、人材育成、有料人材紹介を行うアトワジャパン株式会社を設立。プロジェクトマネージャーとして国内外の大手企業のSCM再編プロジェクトに従事、戦略アドバイザーとして複数のベンチャー企業に参画。現在は、CBP (Cheif Business Producer)を務める。2021年10月にチャット型コーチングアプリ「cradle (クレドル)」をリリース。

- フリーのラジオプロデューサーとして2024年10月時点で、30番組をプロデュース。かわさきFMにてエダコDXとRabbit Catのメンバーによる「エダコ&ラビキャの爆速!充電中[1]」、BAYFMにて「ターニングポイント[2]」、ラジオ大阪にて「バタやんのこころラジオ（メインMC：くわばたりえ）」にレギュラー出演している。

## 人物・エピソード
若手の人材育成に熱心に取り組んでおり、近年では若手クリエーターや起業家とのコラボレーションを積極的に行っている。能動的変革モデル CRADLE *MODEL（クレドルモデル）を提唱している。
- Connect（情報・人とつながる）
- Realize（新しい視点を得る）
- Adapt（新しい視点を取り入れる、適応する）
- Develop（自分自身を発展させる）
- Lead（能動的に変革を引き起こす）
- Evolve（新しい自分に進化する）

## メディア出演

### インタビュー
- 2021年8月2日　自分で考え、動ける人を増やしたい - Another Life[4]
- 2021年9月9日　新たな視点の提供で成長の循環を - docomo[5]
- 2021年12月17日　会社の「忘年会」、参加するメリット／デメリットは？　コロナ禍でのあり方とは… - オトナンサー[6]
- 2022年1月11日　仕事へのこだわり / 若者へのメッセージ - THE HUMAN STORY[7]
- 2022年3月15日　アプリで「経験の共有」を提供 - 毎日スタイル[8]
- 2022年6月13日　「廃止してほしい」の声も…　カラオケ店、「ワンオーダー制」の背景は？ - オトナンサー[9]
- 2022年7月17日　「コインランドリーはもうかる」のは本当？ - オトナンサー[10]
- 2022年12月6日　“半数以上が利用経験なし”調査結果も…ネットスーパーの利用が進まない理由とは？ - オトナンサー[11]

### 雑誌
- KinChu[12]
- URBAN SAFARI[13]

### 講演
- ANREV Japan Conference 2017 講演[14]
- 「攻めの物流」売上を伸ばす、倉庫キャパシティの活かし方[15]
- 物流DX（デジタル・トランスフォーメーション）を成功に導くヒント #1 講演

### ラジオ
- レギュラー出演、ラジオプロデューサー
  - 2022年10月～放送中　エダコ＆ラビキャの爆速充電中　- かわさきFM
  - 2024年04月～放送中　TURNING POINT　- BAYFM
  - 2024年07月～放送中　エダコさんに紹介したい　- FMサルース
  - 2024年07月～放送中　フカボリタイム　- FMサルース
  - 2024年10月～放送中　専門家あつめてみました　- FMサルース
  - 2024年10月～放送中　#稼げるラジオ　- かわさきFM
  - 2024年10月～放送中　#エダコのベンチャー座談会　- かわさきFM
  - 2024年10月～放送中　バタやんのこころラジオ　- ラジオ大阪[16]
- ゲスト出演
  - 2020年3月19日　山本洋之 Evening Station  - レインボータウンエフエム放送[17]
  - 2022年6月24日　犬さやの遠吠えやってまーす！（MC:犬山紙子、≠ME 谷崎早耶） - MBSラジオ[18]　
  - 2022年11月14日　山本洋之のマイペースでいいじゃん！ - レインボータウンエフエム放送

## 著書
- 正しく評価してくれないこの会社に限界を感じたとき読む本 「自分を高く売る」ためのキャリアデザイン戦略5年で年収を4倍にした転職のプロが明かす　(ぱる出版 ISBN 9784827211924)